# Typhonium horsfieldii
Typhonium horsfieldii là một loài thực vật có hoa trong họ Ráy (Araceae). Loài này được (Miq.) Steenis miêu tả khoa học đầu tiên năm 1948.